# Inger Berggren
Pour les articles homonymes, voir Berggren.
Inger Berggren, née le 23 février 1934 à Stockholm et morte le 19 juillet 2019 dans la même ville, est une chanteuse et actrice suédoise.
Elle a représenté la Suède au Concours Eurovision de la chanson 1962 à Luxembourg, avec la chanson Sol och vår.

## Discographie

### Albums
- 1965 : Jag sjunger mina visor...
- 1979 : En helt vanlig kvinna

## Filmographie

### Cinéma
- 1973 : Anderssonskans Kalle i busform (sv) ; caissière au cinéma
- 1984 : Sömnen (sv) ; Lilian

### Télévision
- 1983 : Spanarna (sv) ; Fru Bergholm